# Jean-Baptiste Sécheret
Jean-Baptiste Sécheret, né le 15 octobre 1957 à Neuilly-sur-Seine, est un peintre, illustrateur et graveur français.

## Biographie
Jean-Baptiste Sécheret entre en 1976 aux Beaux-Arts de Paris. Il est pensionnaire à la Casa de Velázquez de 1984 à 1986.
Depuis 1980, il expose à Paris, Madrid, New York, Bâle et dans diverses villes de France. Ses premières expositions personnelles ont lieu en 1987. Une rétrospective de son œuvre gravé et lithographié est présentée en 2001 et 2002 à Maubeuge puis au musée de Gravelines,.
Sécheret réside et œuvre essentiellement à Paris, où il se consacre à la peinture et à l'estampe. Il enseigne les arts et les techniques de la représentation à l'École nationale supérieure d'architecture de Paris-Belleville. Il peint régulièrement à Trouville-sur-Mer pour la Suite Valabrègue où il représente pendant plusieurs années le même immeuble face à la mer.
Éditeur et imprimeur, il a aussi illustré plusieurs livres. La Bibliothèque nationale de France conserve plusieurs dizaines de ses estampes, des années 1990 à 2004.

## Œuvre

### Estampes
L'œuvre gravé et lithographié de J.-B. Sécheret est catalogué dans l'ouvrage de Jacques Thuillier et Roland Plumart, Jean-Baptiste Sécheret, œuvre gravé et lithographié, 1979-2001, Maubeuge, Malbodiu museum, 2003.

### Illustration de livres
- Sophia de Mello Breyner Andresen, La Forêt, conte[9] (2000)
- Michel Waldberg, Le Grand Désert d'hommes[10], avec 18 lithographies et cachets linogravés de J.-B. Sécheret, éditions Presses de Serendip[11] (2006)
- Pierre Bergounioux, Lettre de réclamation à la régie du temps, lavis de J.-B. Sécheret, circa 1924 (2012)  (ISBN 978-2-915715-27-9)
- Pierre Bergounioux, Mémoire des murs, lithographies de J.-B. Sécheret, Presses de Serendip[11] (2013)

## Expositions et collections

### Principales expositions
- Paris, musée des arts décoratifs, 1980
- Paris, maison des beaux-arts, 1983
- Paris, galerie Albert Loeb, 1984-1986
- Paris, galerie Lambert Rouland, 1987
- Madrid, Arte Contemporaneo en España (ARCO), 1990
- Bâle, galerie Berggruen, foire de Bâle, 1990
- Carjac, maison des arts Georges Pompidou, 1993
- Paris, galerie Artcurial, 1993 et 1994
- Paris, galerie Lambert Rouland, 1994
- Paris, Hôtel de ville de Paris, 1995 et 2000
- Paris, Bibliothèque nationale de France, Cabinet des estampes, 1996
- Grenoble, galerie Le Bateau-Lavoir, 1996
- Utrecht, Kunst Salon, 1997
- New York, Pillsbury Fine Prints, Print Fair, 1997
- Paris, À Fleur de Pierre, 1998
- Paris, galerie Jacques Elbaz, 2000, 2003, 2005, 2006, 2008 ; « Sécheret - New-York », avril-mai 2009
- Maubeuge, rétrospective « Œuvre gravée et lithographiée 1979-2001 », Centre Culturel de l’Arsenal, 2001
- Gravelines, Musée du dessin et de l'estampe originale, 2002
- Paris, galerie de la Bouquinerie de l’Institut, 2003
- Brindisi, Il Tempietto, 2004
- L'Isle-Adam, musée d'art et d'histoire Louis-Senlecq, Paysages, 2015

### Dans les musées et collections publiques
- Musée de Normandie à Caen, Mondeville, fusain[12].
- Bibliothèque nationale de France, estampes, de 1990 à 2004.

## Prix
- 1983 : Prix du portrait Paul-Louis Weiller
- 2013 : Prix de gravure Mario-Avati de l'Académie des beaux-arts[13],[14]